# Friedrich Peppmüller

Friedrich Peppmüller

Friedrich Peppmüller (* 7. Juli 1892 in Osterfeld; † 3. Juni 1972 in Wolfsburg) war ein deutscher Politiker (NSDAP).

## Leben und Wirken
Peppmüller wurde als Sohn eines Metalldrehers geboren. Er besuchte von 1900 bis 1906 die Volksschule und absolvierte  von 1907 bis 1911 eine Dreherlehre bei der Gutehoffnungshütte in Oberhausen. Bis 1913 arbeitete er bei der Maschinenbauanstalt Thyssen & Co.
1913 trat Peppmüller in die Kaiserliche Marine ein, in der er als Funktelegraphenmaat tätig war. Von 1914 bis 1918 nahm er am Ersten Weltkrieg teil. Er war nacheinander auf dem Schiff Württemberg und den Kreuzern München und Karlsruhe beschäftigt. 1916 nahm Peppmüller an der Skagerrakschlacht teil. Im Krieg wurde er mit dem Eisernen Kreuz Zweiter Klasse und dem Frontkämpferkreuz ausgezeichnet. Nach dem Krieg verdiente Peppmüller ab Dezember 1918 seinen Lebensunterhalt als Reichsbahninspektor. Peppmüller war zweimal verheiratet. Seine erste Ehe wurde 1930 geschieden. Im gleichen Jahr heiratete er zum zweiten Mal.
Der NSDAP trat Peppmüller erstmals am 24. April 1923 und dann nach dem vorübergehenden Verbot erneut zum 11. Januar 1926 bei (Mitgliedsnummer 27.747). Schon zuvor hatte er sich am 7. August 1925 an der Gründung der NSDAP-Ortsgruppe in Oberhausen beteiligt und war Ortsgruppenleiter geworden. In der SA führte Peppmüller von 1928 bis 1930 den SA-Sturm 13 in Oberhausen. Von November 1929 bis 1933 war Peppmüller Stadtverordneter in Oberhausen.
Im April 1932 erhielt Peppmüller ein Mandat im Preußischen Landtag, das er bis November des Jahres innehatte. Im November 1932 wurde Peppmüller als Kandidat seiner Partei für den Wahlkreis 23 (Düsseldorf West) in den Reichstag gewählt, dem er in der Folge ohne Unterbrechung bis zum Mai 1945 angehörte. Das wichtigste parlamentarische Ereignis, an dem Peppmüller während seiner Abgeordnetenzeit beteiligt war, war die Verabschiedung des Ermächtigungsgesetzes im März 1933, das die Grundlage für die Errichtung der nationalsozialistischen Diktatur bildete und das unter anderem auch mit seiner Stimme beschlossen wurde.
Nach der nationalsozialistischen „Machtergreifung“ 1933 war Peppmüller von April bis Oktober Beauftragter des Reichskommissars für Beamtenorganisationen und damit verantwortlich für die Auflösung der alten Beamtenorganisationen. Zudem führte er den Bund Deutscher Reichsbahnbeamter und war Stellenleiter im Hauptamt für Beamte der NSDAP. Von Januar 1934 bis Kriegsende leitete er die Reichsfachschaft der Reichsbahnbeamten im Reichsbund der Deutschen Beamten, war  Oberregierungsrat im Reichsverkehrsministerium und gehörte dem Verwaltungsrat der Deutschen Beamten-Versicherung, einer Lebens- und Rentenversicherungsanstalt, an.
Nach Kriegsende war Peppmüller als Hilfsarbeiter in der Personalabteilung der Hauptverwaltung der Deutschen Bundesbahn beschäftigt.